# Saint-Célerin
Saint-Célerin és un municipi francès situat al departament del Sarthe i a la regió de País del Loira. L'any 2007 tenia 653 habitants.

## Demografia

### Població
El 2007 la població de fet de Saint-Célerin era de 653 persones. Hi havia 237 famílies de les quals 46 eren unipersonals (25 homes vivint sols i 21 dones vivint soles), 72 parelles sense fills, 102 parelles amb fills i 17 famílies monoparentals amb fills.
La població ha evolucionat segons el següent gràfic:
Habitants censats

### Habitatges
El 2007 hi havia 286 habitatges, 238 eren l'habitatge principal de la família, 34 eren segones residències i 14 estaven desocupats. 284 eren cases i 2 eren apartaments. Dels 238 habitatges principals, 190 estaven ocupats pels seus propietaris, 47 estaven llogats i ocupats pels llogaters i 2 estaven cedits a títol gratuït; 1 tenia una cambra, 13 en tenien dues, 43 en tenien tres, 88 en tenien quatre i 93 en tenien cinc o més. 221 habitatges disposaven pel capbaix d'una plaça de pàrquing. A 83 habitatges hi havia un automòbil i a 141 n'hi havia dos o més.

### Piràmide de població
La piràmide de població per edats i sexe el 2009 era:
| Homes | Edats   | Dones |
| ----- | ------- | ----- |
| 0     | 95 o +  | 0     |
| 0     | 90 a 94 | 0     |
| 0     | 85 a 89 | 4     |
| 4     | 80 a 84 | 0     |
| 8     | 75 a 79 | 12    |
| 4     | 70 a 74 | 16    |
| 20    | 65 a 69 | 20    |
| 8     | 60 a 64 | 12    |
| 0     | 55 a 59 | 0     |
| 20    | 50 a 54 | 4     |
| 20    | 45 a 49 | 24    |
| 20    | 40 a 44 | 8     |
| 24    | 35 a 39 | 16    |
| 16    | 30 a 34 | 20    |
| 16    | 25 a 29 | 16    |
| 12    | 20 a 24 | 0     |
| 12    | 15 a 19 | 12    |
| 8     | 10 a 14 | 12    |
| 24    | 5 a 9   | 20    |
| 8     | 0 a 4   | 28    |

## Economia
El 2007 la població en edat de treballar era de 407 persones, 305 eren actives i 102 eren inactives. De les 305 persones actives 277 estaven ocupades (157 homes i 120 dones) i 28 estaven aturades (5 homes i 23 dones). De les 102 persones inactives 23 estaven jubilades, 33 estaven estudiant i 46 estaven classificades com a «altres inactius».

### Ingressos
El 2009 a Saint-Célerin hi havia 269 unitats fiscals que integraven 721 persones, la mediana anual d'ingressos fiscals per persona era de 16.147 €.

### Activitats econòmiques
Dels 9 establiments que hi havia el 2007, 5 eren d'empreses de construcció, 1 d'una empresa de comerç i reparació d'automòbils, 1 d'una empresa d'informació i comunicació, 1 d'una entitat de l'administració pública i 1 d'una empresa classificada com a «altres activitats de serveis».
Dels 4 establiments de servei als particulars que hi havia el 2009, 1 era un paleta, 1 guixaire pintor, 1 fusteria i 1 lampisteria.
L'any 2000 a Saint-Célerin hi havia 19 explotacions agrícoles que ocupaven un total de 472 hectàrees.

## Equipaments sanitaris i escolars
El 2009 hi havia una escola elemental.

## Poblacions més properes
El següent diagrama mostra les poblacions més properes.